# Witków (Świdnica, Baja Silesia)
Witków es una localidad situada en el municipio de Jaworzyna Śląska, en el distrito de Świdnica, voivodato de Baja Silesia (Polonia). Según el censo de 2021, tiene una población de 304 habitantes.
Está ubicada en el suroeste del país, a unos 2 km al sur de Jaworzyna Śląska, la sede del Gobierno municipal; a unos 7 km al norte de Świdnica, la capital del distrito, y a unos 50 km al suroeste de Breslavia, la capital del voivodato.
La localidad perteneció a Alemania hasta 1945.